# Microids
Microids (anciennement Microïds) est une entreprise française de développement et d'édition de jeux vidéo, spécialisée dans les jeux d'aventure. Créée en 1984 par Elliot Grassiano et Patrick Le Nestour, elle est depuis 2009 l'une des marques de la société française Anuman Interactive.
L'entreprise, qui porta un temps le nom de MC2-Microïds après sa fusion avec MC2 en 2003, possède un catalogue fourni de jeux vidéo, dont les franchises Syberia et Still Life.

## Historique

### 1984: Fondation
Microïds est créée en 1984 par Elliot Grassiano et Patrick Le Nestour. Au départ simple société de développement de jeux vidéo, elle étend ses activités à l'édition et à la distribution à partir de 1995. Elle est à l'origine de jeux tels que 500cc Grand Prix (1986), Rising Lands (1997), Corsairs (1999), L'Amerzone (1999), Les Fourmis (2000) ou Syberia (2002). L'entreprise est également le distributeur français des produits de Brøderbund Software, comme le jeu Prince of Persia en 1989,.
Établie à Vélizy-Villacoublay, dans les Yvelines, Microïds ouvre un studio de développement à Montréal au Canada en décembre 1998 (Microïds Canada Inc.). L'entreprise ouvre également des filiales de distribution à Milan en Italie en 1999 (Microïds Italia), à Londres au Royaume-Uni (Microïds Ltd) et en France (Microïds Distribution France) en 2000. Au début des années 2000, Microïds réalise 70 % de son chiffre d'affaires à l'export et emploie plus de 125 personnes à travers le monde, dont 75 à l'étranger.
Le 2 novembre 2000, Microïds doit faire son entrée sur le Nouveau marché de la Bourse de Paris. Mais finalement, elle décide de renoncer face à l'environnement boursier défavorable. Au printemps 2001, elle fait une levée de fonds de 7,5 millions d'euros,.

### 2003: Fusion avec MC2
En 2003, Emmanuel Olivier crée une nouvelle société appelée MC2 (en). Le but de l'opération est de fusionner avec Microïds pour sauver cette dernière de la liquidation judiciaire. Le nouvel ensemble créé le 27 juin 2003 prend le nom de MC2-Microïds (ou MC2 Entertainment). En septembre de la même année, la compagnie fait l'acquisition de Wanadoo Edition, filiale de Wanadoo (France Télécom). Wanadoo devient alors propriétaire de 12 % du capital de MC2,,. En 2004, le groupe emploie 150 personnes à travers le monde, dont 95 à Montréal.
En mars 2005, Ubisoft fait l'acquisition de Microïds Canada, le studio de développement canadien de MC2-Microïds. L'accord compte la cinquantaine de salariés du studio et exclut les différentes propriétés intellectuelles du groupe. La même année, la filiale italienne, Microïds Italia, se sépare du groupe et devient Blue Label Entertainment. La branche britannique, Microïds Ltd, ferme à son tour.

### 2007: Relance en tant que label
En novembre 2007, Emmanuel Olivier et l'équipe de son studio Index+ relancent le label Microïds pour une activité de création et de production de jeux vidéo. La société possède son siège social à Montrouge, près de Paris, et a également un studio à Montréal. Elle édite les jeux des studios de développement Tetraedge Games, Kheops Studio, Game Consulting et White Birds Productions sous les marques Microïds Montreal et Microïds Paris,.
Le 20 octobre 2008, Microïds fait l'acquisition des droits de propriété intellectuelle du catalogue de Cryo Interactive ainsi que de ses marques telles que Atlantis, Égypte ou Versailles.
Le 9 décembre 2008 la société est dissoute.

### 2009: Rachat par Anuman Interactive
Le 23 novembre 2009, l'éditeur français Anuman Interactive annonce le rachat de Microïds et de toutes ses licences. L'opération est effective au 1er janvier 2010,.
En 2012, le fondateur de la société, Elliot Grassiano, réintègre le groupe en tant que VP Microïds Unit et supervise le développement des jeux de la marque, tels que Dracula 4 : L'Ombre du dragon et Syberia III,.
Le 19 août 2013, Anuman Interactive annonce avoir acquis les droits de la licence Agatha Christie pour la réalisation de jeux vidéo adaptés des œuvres de la romancière. Les jeux seront édités par le label Microïds,.
En 2019, le label Microïds est renommé Microids sans tréma par Anuman Interactive.
En décembre 2020, dans le cadre du renforcement de sa stratégie d'expansion et de développement, Microids lance une nouvelle structure de distribution. Intitulée Microids Distribution France, elle permet à l'éditeur de travailler directement avec les différents acteurs du réseau de distribution français.

## Années 2020: controverses sur la qualité des jeux
En 2024, à la suite de la sortie récurrente de jeux éreintés par la critique, le journal Libération publie une enquête sur l'organisation interne de l'entreprise, évoquant la sous-budgétisation des projets, les bas salaires et des problèmes de management. Début 2025, d'anciens employés rapportent à BFM TV des conditions de travail très dégradées, avec de faibles budgets, des cadences de sorties très rapides et des délais trop court, entraînant de nombreuses heures supplémentaires, non récupérées. À ces éléments, de nombreux licenciements ou départs ne sont pas remplacés.
Au printemps 2025, le président-directeur général Stéphane Longeard est remplacé par Michael Sportouch, un ancien vice-président de plusieurs entités européennes d'Activision-Blizzard.

## Liste des jeux
La société édite essentiellement des jeux d'aventure sous la marque « Microïds ». Elle édite également des jeux vidéo d'autres genres sous la marque « Microïds - Games for all ».
Microïds possède plusieurs franchises dans son catalogue, certaines qu'elle a créées, d'autres qu'elle a rachetées :
- 2002 : Syberia
- 2002 : War and Peace: 1796–1815
- 2004 : Syberia II
- 2005 : Still Life
- 2009 : Still Life 2
- 2013 : Agatha Christie
- 2016 : Moto Racer 4
- 2017 : ATV Drift & Tricks
- 2017 : Syberia III
- 2017 : Gear.Club Unlimited
- 2018 : Flashback 25th Anniversary
- 2018 : TOKI
- 2018 : Super Chariot
- 2018 : Astérix et Obélix XXL 2 : Mission Las Vegum
- 2018 : Gear.Club Unlimited 2
- 2019 : Blacksad: Under the Skin
- 2019 : Astérix et Obélix XXL 3 : Le Menhir de cristal
- 2019 : Fort Boyard
- 2019 : Titeuf Mega Party
- 2020 : Astérix & Obélix XXL Romastered
- 2020 : XIII
- 2020 : Qui veut gagner des millions ?
- 2020 : Professor Rubik's - Entraînement cérébral
- 2020 : Les Tuniques Bleues - Nord & Sud
- 2021 : Astérix et Obélix : Baffez-les tous !
- 2021 : Les Schtroumpfs - Mission Malfeuille
- 2021 : Agatha Christie - Hercule Poirot : The First Cases
- 2022 : Syberia : Le Monde d'avant
- 2022 : Puy du Fou : La Quête d'Excalibur
- 2022 : Astérix et Obélix XXXL : Le Bélier d'Hibernie
- 2023 : Scrap Riders
- 2023 : Metal Mutation
- 2023 : Noob - Les Sans-Factions
- 2023 : Operation Wolf First Mission
- 2023 : Goldorak : Le Festin des Loups
- 2023 : Tintin Reporter - Les Cigares du Pharaon
- 2023 : Flashback 2
- 2023 : Asterix & Obélix : Baffez-les Tous ! 2
- 2023 : Les Schtroumpfs 2 – Le Prisonnier de la Pierre Verte
- 2023 : Warm Snow
- 2023 : Les Sisters 2 : Stars des Réseaux
- 2023 : Agatha Christie - Hercule Poirot : The London Case
- 2023 : Agatha Christie : Le Crime de l’Orient-Express
- 2024 : Les Fourmis
- 2024 : Corsairs – La Bataille des Caraïbes
- 2025 : Space Adventure Cobra - The Awakening
- 2025 : Amerzone - Le Testament de l'Explorateur

## Logos

Premier logo utilisé de 1985 à 1986.
Ancien logo utilisé de 1986 à 1995.
Ancien logo utilisé de 1995 à 2003.
Ancien logo utilisé de 2003 à 2005.
Ancien logo utilisé de 2005 à 2009.
Ancien logo utilisé de 2009 à 2019.
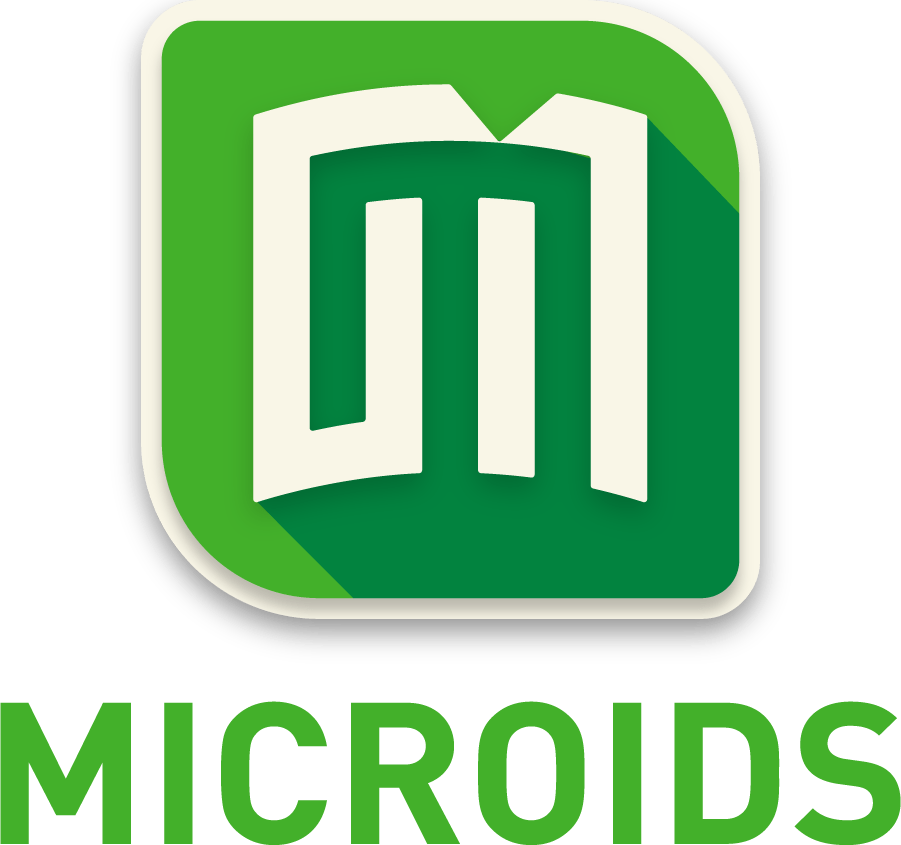
Logo utilisé depuis 2019.